# Bibliologia
La bibliologia (dal greco βιβλίον biblìon, "libro", e λόγος lògos, "discorso, studio", ossia "studio del libro") è una disciplina che studia il libro nelle sue evidenze fisiche, così com'è uscito dalla tipografia, e soprattutto tratta del libro in generale, ne fa la storia, detta le norme per la sua conservazione e per il suo utilizzo.
Il libro, nella sua duplice natura di supporto fisico di un contenuto testuale, pur in presenza di strumenti della comunicazione sempre più ampi ed efficaci, non ha perso d'importanza, né tanto meno è scomparso, come spesso previsto.
I libri, pur sotto forme diversissime e nuove, hanno tenuto aperto il dialogo tra gli uomini: la bibliologia non fa altro che seguire, passo dopo passo, queste metamorfosi, gettando un po' di luce sui manufatti librari, sulle diverse configurazioni fisiche assunte, ma anche sulle infinite relazioni intrecciate con gli occhi e, soprattutto, con la mente di quanti hanno contribuito alla loro nascita e alla loro esistenza, dall'autore all'editore fino all'ultimo dei lettori. Al centro della Bibliologia resta il libro nella sua configurazione fisica che, di metamorfosi in metamorfosi, si estende dal papiro dei rotoli e dalla pergamena dei codici ai bit dei libri elettronici.
L'attenzione dei bibliologi si è finora rivolta con più insistenza al libro a stampa antico, prodotto artigianalmente con il torchio a mano nei primi tre secoli dopo l'invenzione, lasciando in ombra il libro industriale, per quanto ancora pienamente tipografico, prodotto negli ultimi due secoli. Oggi, l'introduzione delle nuove procedure digitali nei processi di composizione e di stampa, sembra destinata a collocare in un tempo ormai compiuto e definito l'intera parabola del libro tipografico, da Johannes Gutenberg alla fine del Novecento, consentendo così una più visibile continuità, entro questi confini, delle indagini bibliologiche, da estendere, in seconda battuta, alle antiche radici manoscritte e al libro dell'era digitale.

## Criteri della bibliologia
La bibliologia studia quindi il libro considerando:
- le sue condizioni materiali;
- letterarietà;
- antichità;
- autenticità;
- argomento di cui tratta.
- la storia